# Église Saint-Étienne de Mayence
Pour les articles homonymes, voir Église Saint-Étienne et Saint-Étienne (homonymie).
L’église Saint-Étienne  a plus de mille ans, puisque c’est en l’an 990 que l'archevêque de Mayence Willigis, qui était en même temps grand chancelier du Saint-Empire romain germanique, fit construire une collégiale de religieux qui devait servir d’oratoire impérial. Le fondateur de la cathédrale fut inhumé en cet endroit en 1011. La date exacte de construction de la basilique à double absidioles et de style otto-préroman est inconnue.
L'église Saint-Étienne était (selon l’expression de Willigis) la « couronne de Mayence » : en effet, l'étymologie grecque (Στέφανος Stéphanos) d'Étienne signifie couronné.

## Construction gothique
L'église comprend une nef flanquée de collatéraux de même hauteur qu'elle, terminée, à l'est, par un chœur à abside polygonale, et à l'ouest, par un second chœur carré, 
souvenir des anciens plans rhénans. Le tout est couvert de voûtes d'ogives au fin profil torique aminci et terminé par un méplat. Les ogives retombent sur de hautes piles circulaires cantonnées de quatre colonnes, aux chapiteaux ornés de crochets, de feuillages, de branchettes et surmontés de tailloirs polygonaux peu épais, réduits à une simple moulure dans les travées occidentales de la nef.
Les bases, polygonales, ont le profil caractéristique du XIVe siècle. 
La nef est obscure. De hautes fenêtres éclairent les bas-côtés et le chœur ; elles sont garnies de meneaux portant des arcs trèflés et des roses polylobées. 
La dernière travée de la nef, légèrement plus large et plus profonde que les autres, forme transept. La première travée voisine du chœur occidental est bordée de bas-
côtés plus bas couverts de tribunes, pour mieux étrésillonner sans doute la travée de la nef au-dessus de laquelle s'élève la tour carrée, couverte aujourd'hui d'un toit en forme de coupole terminée par un petit lanternon. 
Le style des chapiteaux, le profil des ogives, des bases, des tailloirs, le dessin du réseau des fenêtres prouvent que la construction, commencée à l'est, s'est avancée de l'est à l'ouest. 
À l'extérieur, chaque travée des bas-côtés est couverte d'un toit à double rampant s'appuyant d'un côté sur un pignon élevé sur le mur des bas-côtés, et pénétrant de l'autre dans la grande toiture de la nef. Le pignon des croisillons est percé d'une petite rose. 
L'église, dont les peintures et les vitraux ont été presque complètement renouvelés, contient encore quelques monuments intéressants : derrière l'autel, un tabernacle du début du XVIe siècle, avec une porte à ferrures du XVe siècle ; à côté, les belles statues de pierre de saint Étienne et de sainte Madeleine, de 1520 ; autour de l'autel, quatre hautes colonnes de cuivre portant les tringles des courtines, exécutées par Georges Krafi't, en 1509, comme le porte l'inscription gravée sur leur base. Sur la poutre de gloire se dresse une Crucifixion de la première moitié du XVIe siècle.

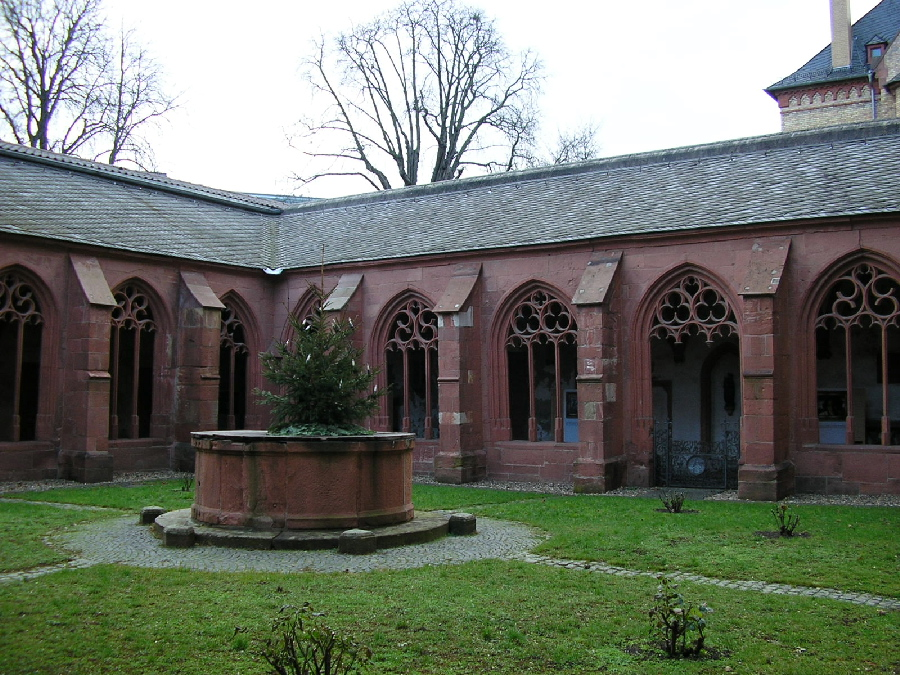
Cloître gothique, reconstruit de 1968 à 1971

Au sud de l'église, le cloître, construit après 1462, fut achevé à la fin du XVe siècle. Une clef de voûte porte la date de 1409. Il est couvert de voûtes sur croisées d'ogives aux nombreuses ramifications et aux clefs pendantes, typiques de l'architecture rhénane du XVe siècle, posant sur de simples culots. Des combinaisons curieuses ont été trouvées pour l'agencement des voûtes de la galerie nord pénétrées par les contreforts de l'église contre laquelle elle s'appuie. 
Dans les murs du cloître sont réservées de petites niches pour les lampes des morts qui y brûlaient la nuit. Contre les murs sont appuyées plusieurs dalles funéraires du XVe au XVIe siècle ; l'une d'elles, circulaire, datée de 1334, représente, dans un grand quadrilobe, un prêtre debout, assisté de chaque côté par un ange. Dans la galerie sud est une belle Crucifixion sculptée avec donateur agenouillé, monument funéraire daté de 1485. 
Le cloître communique à l'est avec les bâtiments canoniaux. Un grand porche, où se trouve un ensemble sculpté daté de 1622 représentant le mont des Oliviers et l'Agonie du Christ, conduit à la porte extérieure d'un joli style rococo, surmontée d'une statuette de saint Étienne entre deux angelots.

## Après la Seconde Guerre mondiale
L'église, sévèrement endommagée pendant les bombardements aériens de Mayence en 1945, a été presque entièrement reconstruite.
Après la Seconde Guerre mondiale, le commandant Louis Théodore Kleinmann s'est investi dans le sauvetage du grand clocher de l'église Saint-Étienne. 
L'église Saint-Étienne est la seule église allemande pour laquelle l'artiste juif Marc Chagall (1887-1985) - né en Biélorussie et qui vécut en France jusqu'à sa mort - créa des vitraux. Le prêtre de la cathédrale de Mayence, Klaus Mayer, est l'initiateur de cette demande à Marc Chagall. Le premier vitrail est installé en 1978. Charles Marq, le collaborateur de Chagall, créa les autres vitraux dans les nefs latérales après la mort de Chagall.

## Littérature
- Marc Chagall, Klaus Mayer, Je mets mon arc dans la nuée. Les vitraux de Chagall en l'église Saint-Étienne de Mayence. Würzburg, Echter, 1984, 82 p. ill. de 19 planches colorées, en pleine page dans le texte, cartonnage original
- Klaus Mayer: St-Stephan in Mainz. Kleine Kunstführer Nr. 523.  Schnell & Steiner, Regensburg 2009, 59 S., français: Mainz: L'Eglise St-Etienne 3. Aufl. 2002,  (ISBN 978-3-7954-6042-6); allemand: 15. Auflage  (ISBN 978-3-7954-4311-5); anglais: 6. Aufl. 2007,  (ISBN 978-3-7954-4310-8)